# Félix Bonfils
Félix Bonfils (Sent Ipolit, França, 8 de març de 1831 - Alès, França, 9 d'abril de 1885) fou un fotògraf francès. El 1867 va fundar un estudi fotogràfic a Beirut, Líban, d'on en sortí una abundant documentació fotogràfica sobre Egipte i l'Orient Mitjà a la fi del segle xix fins a principis del segle xx. Aquestes fotografies foren àmpliament distribuïdes.

## Biografia

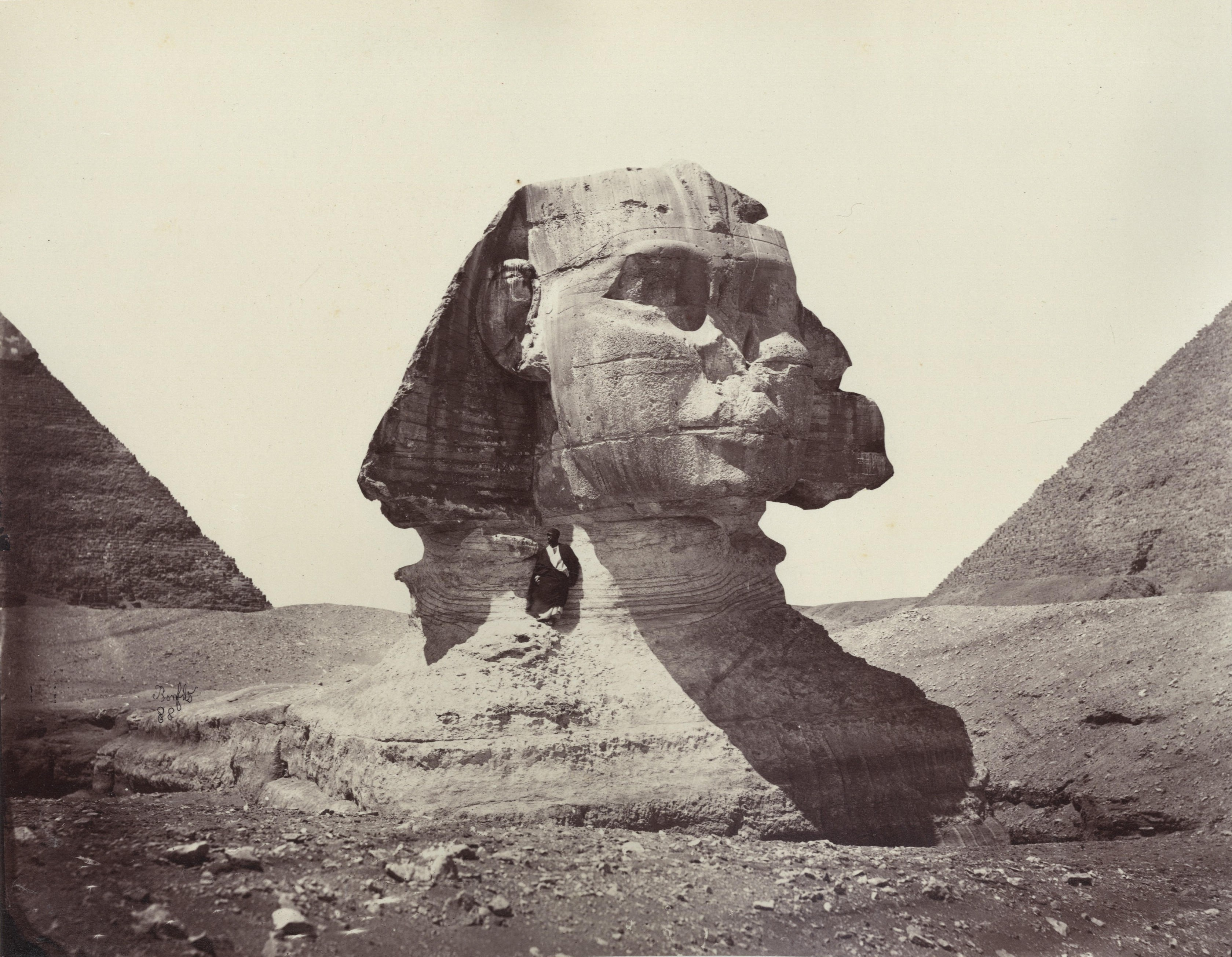
Esfinx de Guiza, fotografia de Bonfils.

Félix Bonfils començà sent un enquadernador de llibres a Sent Ipolit. El 1867 viatjà amb la seva família a Beirut, on hi fundà l'estudi fotogràfic Maison Bonfils, que el 1878 anomenaria F. Bonfils et Cie.
Bonfils desenvolupà la seva carrera de fotògraf a diferents països: Líban, Egipte, Palestina, Síria i Grècia, i a partir de 1876 a Constantinoble.
Des de la seva arribada al Líban es mostrà molt actiu: el seu catàleg fa menció de més de 15.000 positius a principis dels anys 1870, realitzats a partir de 200 negatius i 9.000 imatges estereoscòpiques.
Les seves obres es feren famosos gràcies als turistes procedents de l'Orient Mitjà, els quals s'emportaven les fotografies com a souvenirs. Les imatges podien ser comprades per unitat o bé en àlbums.
Aquestes fotografies es produïen a l'estudi, tot i que de vegades eren obra del seu fill Adrien o dels treballadors de l'estudi.
El 1878, Bonfils tornà a Alès, on hi obrí un altre estudi cap al 1881. No obstant, l'estudi de Beirut no tancà, sinó que continuà en marxa gràcies a l'esforç de la seva dona Lídia i del seu fill, fins que un incendi el destruí, el 1905.

## Publicacions

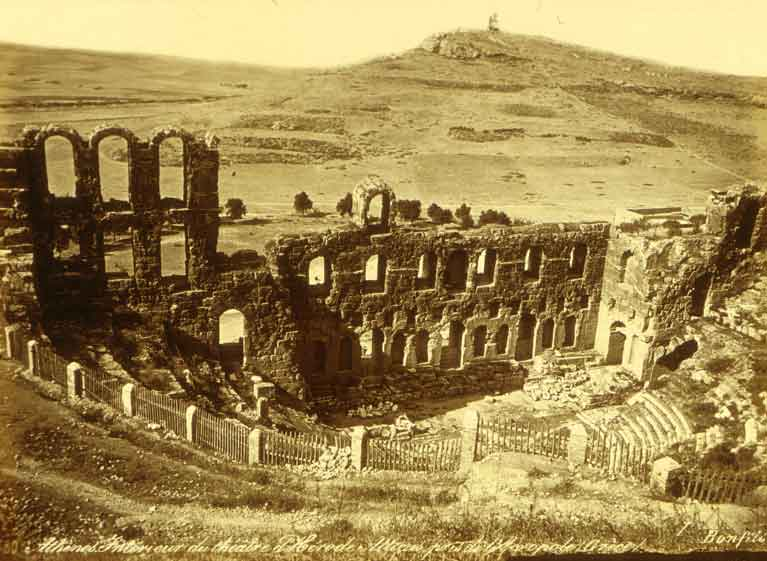
Odèon d'Herodes Àtic, a Atenes. Fotografia de Félix Bonfils.

- Architecture antique : Égypte, Grèce, Asie Mineure (1872).

- Catalogue de vues photographiques de l'Orient (1876).

- Souvenirs d'Orient (1877-1878), un àlbum en cinc volums de llocs remarcables de l'Orient Mitjà. Cada volum es compon d'una quarantena de fotografies enganxades acompanyades d'una nota detallada al costat. Va merèixer una medalla per la seva publicació presentada a l'Exposició Universal de París de 1878.

- 1878 : Albums photographiques des monuments et des sites les plus célèbres de l'Orient (1878).

- Souvenir de Jerusalem (1880).

- Nazareth et ses environs (1894).